# きたがわてつ
きたがわ てつ（1953年 - ）は、日本のうたごえ運動関係のシンガーソングライターである。著名な代表曲に『日本国憲法前文』(曲&歌)、『まつり』(詩&歌)などがある。岩手県北上市出身。

## 人物・来歴
中学生の頃から曲を創作し、NHK『あなたのメロディー』で採用される。岩手大学在学中には労働歌やロシア民謡を学ぶ。20歳で大病を患い入院。入院中にラジオで聴いた『ブラザー・サン シスター・ムーン』に感動し「人に生きる喜びを届けよう」と1975年より演奏活動を始める。
日本国憲法前文の条文をソフトロックで歌い上げた『日本国憲法前文』は1983年に発表され、マスメディアでも紹介された。きたがわはこの曲について「憲法は意外と知られておらず、音楽で表現しようと思った」「前文は人間に対するラブソング。そこには情熱と愛がある」と語っている。また、1995年、第8弾アルバム「澈」で発表した『九条』は、新たに日本国憲法第9条の条文に曲をつけたもので、被爆地の祈りを連想させる鐘の音が印象的な曲である。
第3弾アルバム「Lovely Day」で発表した『ヒロシマの有る国で』は、以来核兵器廃絶を願う人々の愛唱歌となっている。

## ディスコグラフィ

### オリジナルアルバム
- 君に贈るラブソング(1st)
- いま優しさをこえて(2nd)
- Lovely Day 美しき日々(3rd)
- 世界はひとつの歌をうたう(4th)

### CDブックス
- 「日本国憲法前文と九条の歌―CDブックス」（寄稿・早乙女勝元・森村誠一・ジェームス三木、写真・田邊順一）あけび書房、2004年、ISBN 4871540510

### ソノシート付き書籍
- 「ソノシートとカラー写真集でつづる　日本国憲法前文」（写真・田邊順一、執筆・森村誠一／住井すゑ／早乙女勝元／畑田重夫、推薦・淡谷のり子／家永三郎／いずみたく／永六輔ほか）あけび書房、1984年3月20日初版第1刷

### ベストアルバム
- きたがわてつ「ベスト・セレクション」（1991年）二枚組 全21曲